# Ignoreland

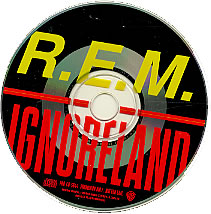

Ignoreland è un brano musicale del gruppo musicale statunitense R.E.M., proveniente dall'ottavo album in studio Automatic for the People (1992).

## Classifiche
| Classifica (1992/93)          | Posizione massima |
| ----------------------------- | ----------------- |
| Canada                        | 43                |
| Stati Uniti (alternative)     | 5                 |
| Stati Uniti (mainstream rock) | 4                 |